# HB Echternach
Pour les articles homonymes, voir HBE.
Maillots
Le HB Echternach (HBE) est un club de handball situé à Echternach. Le club possède une équipe masculine jouant en Ligue de championnat.